# Zauberkasten

Ein Zauberkasten der Firma A.C. Gilbert Company von etwa 1938

Ein Zauberkasten ist ein Behältnis aus Holz oder Pappe, in dem sich eine Anzahl Zauberkunststücke befinden. Dazu gibt es eine Anleitung gedruckt auf Papier und/oder DVD mit den erforderlichen Beschreibungen und Erklärungen, um die Requisiten zu verstehen und vorzuführen.
Viele Zauberer hatten in den vergangenen Jahrhunderten ihre ersten Begegnungen mit der Zauberei durch solche Zauberkästen.
Inzwischen wurden Zauberkästen auch ein begehrtes Sammlerobjekt. In Wien existiert seit Juni 2010 das erste öffentliche Zauberkasten-Museum.
Spätestens seit der Herausgabe des Periodikums A-B-C of Magic Sets (1980–2004) hat sich zunehmend auch der Ausdruck Zauberset etabliert.

## Geschichte
Eines der ältesten Zauberkunststücke ist das Becherspiel. Man findet es viele jahrhundertelang in Asien und in Europa. Drei kleine Kugeln wandern auf geheimnisvolle Weise unter drei Bechern hin und her. Dabei durchdringen sie die Becherböden oder erscheinen bzw. verschwinden urplötzlich darunter.
Dieses Spiel hat im Laufe der Jahrhunderte bis zur heutigen Zeit nichts von seiner Attraktivität verloren. In Frankreich prägte gerade dieses Kunststück die Berufsbezeichnung der Zauberkünstler, die Escamoteure genannt werden, abgeleitet vom Verb escamoter = [kleine Kugeln] erscheinen und verschwinden lassen.

Zum Repertoire der meisten Zauberer gehörte besagtes Becherspiel. So ist es nicht verwunderlich, dass das Becherspiel auch in den verschiedenen Zauberkästen immer wieder zu finden ist.
Die früheste schriftliche Erwähnung eines Zauberkastens kann man in einem Katalog aus dem Jahre 1803 finden. Georg Hieronimus Bestelmeier aus Nürnberg bot in seinem Magazin von verschiedenen Kunst- und anderen nützliche Sachen 1111 verschiedene Produkte an. Unter der Nr. 739 wird ein Taschenspielers-Apparat aufgeführt.
Die damaligen Zauberkünstler bewahrten ihre Utensilien in Taschen auf, die sie um die Schulter oder Hüfte trugen und so im wahrsten Sinne des Wortes aus der Tasche heraus spielten. Man nannte sie also mit Recht Taschenspieler.
Auch das Wort Apparat wird hier im alten, ursprünglich lateinischen Sinne verstanden: apparatus = Ausrüstung, wohl ausgerüstet, prächtig ausgestattet. Die Bezeichnung Taschenspieler-Apparat wird viele Jahre hindurch beibehalten. Etwa im letzten Drittel des 19. Jahrhunderts taucht der Begriff Zauberkasten auf, der bis zum heutigen Tage gebraucht wird, obwohl es sich kaum mehr um „Kästen“ handelt.

Die Zauberkästen trugen dazu bei, dass die Kunst der Täuschung zu Beginn des 19. Jahrhunderts noch populärer wurde. Zwar erschien das erste Zauberbuch The Discoverie of Witchcraft bereits 1584, aber erst mit den Zauberkästen konnten die Geräte dazu en bloc gekauft werden. Zielgruppe waren in erster Linie Kinder. Wie häufig in der Spielzeugwelt wurde damit das Tun der Erwachsenen (Zauberkünstler) imitiert.
Ein frühes Beispiel hierfür ist der im Katalog der Sammlung Kippenberg, 1. Band, Insel-Verlag Leipzig, 1928, aufgeführte Spielzeugkasten der Enkel Goethes.

## Der Goethe-Zauberkasten
»SPIELZEUGKASTEN der Enkel Goethes, bestehend aus 17 Gegenständen [2 Polichinels, 1 magischem Quodlibet, 1 Zauberquadrat, 1 Domino, 1 Zusammensetzspiel u. a. m.]. Beiliegend 25 Zettel mit handschriftlichen Angaben von Zauberkunststücken. Alles in einem blau überzogenem Holzkasten«

»Es ist bekannt, dass Johann Wolfgang von Goethe die Taschenspielerkunststückchen seiner Enkel als „ein herrliches Mittel zur Übung in freier Rede und Erlangung einiger körperlichen und geistigen Gewandtheit“ gern sah und durch Geschenke förderte. So bat er am 2. November 1830 Marianne von Willemer um Besorgung eines Kästchens, „worin mancherley Geräthschaften zu Taschenspieler-Künsten mit Anweisung zum Gebrauch beysammen“ seien, „wie es einem Anfänger, einem Knaben von 12 Jahren genügen könnte“. Am 19. Dezember dankte er „für die gefällige schnelle Besorgung“ und sandte gleichzeitig den Betrag für den Taschenspielerapparat, der 8ft. 30kr. kostete und hier vorliegt. «

Der Kasten befindet sich heute im Düsseldorfer Goethe-Museum und wird gern interessierten Besuchern gezeigt. Er enthält zu den oben im Zitat erwähnten Utensilien weiter ein Paar hölzerne Ball-Vasen in der Art der schon erwähnten Eiervase, sowie ein Münzentablett aus Metall, den unsichtbaren Gesandten, den Sechs-Schachtel-Trick aus Metall, ein besonderes Kartenspiel mit Schachtel sowie die Hirse-Glocke mit dem dazugehörigen Fass.

## Allgemein
Bis heute hat sich an der Zielgruppe nicht viel geändert. Es werden nach wie vor hauptsächlich Kinder angesprochen, obwohl diejenigen Kinder – Vier- bis Achtjährige – die sich am intensivsten wünschen, zaubern zu können, häufig mit einem Zauberkasten enttäuscht werden. Es fällt ihnen schwer nachzuvollziehen, dass sie selber nicht damit zaubern können, sondern bei ihrem Publikum die Illusion erzeugen müssen, sie könnten zaubern. Abgesehen davon sind die meisten Kinder dieser Altersstufe des Lesens noch unkundig. Lesen ist aber mit eine Grundvoraussetzung, um die Zauberkunststücke richtig einzustudieren.

## Es gibt keine Kinder-Tricks
Auch wenn Zauberkästen zum Spielzeugmarkt gerechnet werden und die Aufmachung entsprechend kindlich gestaltet ist, so gibt es doch keine Kindertricks. Die Effekte sind für einen Erwachsenen genauso verblüffend wie für ein Kind, denn entweder erscheint bzw. verschwindet etwas oder nicht. Wenn der Effekt klar ist, dann ist er für ein Kind und für einen Erwachsenen gleich deutlich.